# 이시카와 아유무
이시카와 아유무(일본어: 石川 歩, 1988년 4월 11일 ~ )는 일본의 프로 야구 선수이며, 현재 퍼시픽 리그인 지바 롯데 마린스의 소속 선수(투수)이다. 도야마현 우오즈시 출신이다.

## 인물

### 프로 입단 전
우오즈 시립 혼고 초등학교 3학년 때부터 혼고 스포츠 소년단에서 야구를 시작했다. 우오즈 시립 세이부 중학교에서는 연식 야구부에 소속됐다. 도야마 현립 나메리카와 고등학교에서는 경식 야구부에 소속됐는데 3학년 여름에 있었던 하계 소속 도야마현 대회에서는 에이스로서 3경기에 선발로 등판했지만 3차전 상대인 도야마 제1고등학교에게 3대 6으로 패하면서 고시엔 대회 진출은 무산됐다. 1학년 아래에는 다케시마 유키가 있다. 원래는 고등학교에서 야구를 그만 두고 복식 관계의 전문학교로 진학할 생각이었지만 주위의 권유로 대학의 선택받고 프로로 합격할 수 있었다.
주부 대학에 진학한 후에는 1학년 봄부터 공식전에 출전했는데 2년차에는 춘계 대학 선수권에 출전하여 전국 대회에 데뷔하게 됐다. 가을에는 리그전에서 3승을 올렸고 대학 일본 대표 후보로 발탁되는 등 비약적인 한 해를 보냈다. 4년차에는 에이스로서 팀을 이끌어 봄에는 최우수 평균 자책점(0.69), 가을에는 5승을 올리는 등 순조로운 성적을 올리면서 프로 구단으로부터 세간의 주목을 받았지만 프로 지망계는 내지 않고 사회인 야구팀의 강호로 유명한 도쿄 가스에 입단했다.
도쿄 가스에 입사한 후에는 공식전 데뷔 경기이자 봄에 열렸던 JABA 도쿄 스포니치 대회의 예선 리그 첫 경기(가즈사 매직 전)에서 등판했는데 5이닝 2실점을 기록하여 사회인 야구팀에서의 첫 승리를 거두었다. 같은 해 제82회 도시 대항 야구 대회에서도 1차전(하쿠와 빅토리스 전)에서 선발 출전했지만 3이닝 4실점을 기록하여 강판됐다. 프로 구단으로부터 주목을 받았던 2년째의 시즌이었지만 도시 대항에서 팀은 예선에서 탈락했다. 이시카와 자신도 눈에 띌만한 투구를 하지 못했고 보강 선수에도 발탁되지 못했다. 제37회 사회인 야구 일본 선수권 대회에서도 예선 탈락이라는 굴욕적인 시즌을 맛보게 되자 10월에 열린 드래프트 회의에서는 지명에서 제외됐다.
‘프로를 너무 의식한 나머지 안전된 컨디션을 유지하려고 연습량을 줄었다’라고 생각하는 등 작년을 반성하면서 임한 3년째는 웨이트 트레이닝이나 런닝을 철저하게 한 덕분에 구속이 150 km/h를 넘었고 컨트롤도 안정감이 좋아졌다. 제84회 도시 대항 야구 대회에서는 2경기에 선발로 나오면서 15이닝을 던졌는데 피안타 8개와 1실점하는 안정된 투구를 보였으며 팀을 8강으로 이끈 공로로 대회 우수 선수로 선정됐다. 9월에는 동아시아 경기 대회의 일본 대표로 발탁돼 마무리 투수로서 4경기에 등판, 총 1실점으로 막으면서 팀의 우승에 큰 기여를 했다. 2013년에는 표창 대상 대회에서 7경기에 등판해 54이닝을 던져 3자책점과 0.50의 평균 자책점을 기록했고 연간 최우수 평균 자책점에 선정됐다.
2013년 드래프트 회의에서 요미우리 자이언츠와 지바 롯데 마린스 등 2개 구단으로부터 1순위 지명을 받았는데 추첨 결과 지바 롯데가 교섭권을 획득했다. 드래프트 회의를 도쿄도 오타구에 있는 도쿄 가스 야구부의 클럽 하우스에서 지켜보고 있던 본인은 추첨을 적용한 이토 쓰토무 감독의 오른팔을 높이 쳐들고 이겼다는 포즈를 보고 소름이 돋았다는 느낌을 말했다. 도야마현 출신자로 드래프트 1순위 지명을 받은 사례는 스즈키 마사미쓰(도야마시 출신, 2005년 히로시마 도요 카프 1순위)와 나카자와 마사토(도야마시 출신, 2009년 도쿄 야쿠르트 스왈로스 1순위)에 이어 역대 3번째이다. 또한 쇼와 시대 태생의 마지막 드래프트 1순위 지명을 받은 선수이기도 하다.
11월 28일, 도쿄도에 있는 호텔에서 입단 교섭을 가졌고 계약금 1억 엔 플러스의 성과급 5,000만 엔, 연봉 1,500만 엔의 계약에 합의했다. 계약 후에 가진 기자회견에서 “지금부터 기대에 부응할 수 있는 선수가 될 수 있도록 열심히 노력하겠다”라고 자신의 포부를 말했다. 등번호는 ‘12’번으로 정해졌다.

### 프로 입단 후

#### 2014년
시범 경기에서는 4경기에 등판했는데 평균 자책점 1.42를 남기는 등 같이 입단한 신인 선수 요시다 유타, 요시하라 쇼헤이, 이노우에 세이야와 함께 개막을 1군에서 맞이하게 됐다. 데뷔 첫 등판은 그해 개막 3경기째인 후쿠오카 소프트뱅크 호크스와의 3차전(후쿠오카 야후오크! 돔)에서 선발 출전했는데 동기 입단한 포수 요시다와의 배터리를 짜면서 5와 2/3이닝을 던져 피안타 8개, 2실점(무자책점)의 호투를 보였으나 승패는 연결짓지 못했고 팀은 3대 2로 패했다. 이어지는 4월 6일 홋카이도 닛폰햄 파이터스와의 3차전(QVC 마린필드)에서 5회 종료 시점에서 34분 간의 우천 중단 등이 있었지만 9이닝까지 던져 투구 수 130개, 피안타 3개, 탈삼진 6개, 볼넷 2개, 1실점(1자책점)의 투구 내용으로 팀은 7대 1로 승리, 프로 데뷔 첫 완투 승리를 거두었다. 그 후에도 선발 로테이션을 지키는 등 8월 5일 도호쿠 라쿠텐 골든이글스전에서 시즌 7승째를 올렸지만 이 경기에서 오른손 가운뎃 손가락의 손톱이 갈라지는 부상을 당하여 다음날인 6일에 출전 선수 등록이 말소됐다. 8월 23일에는 실전에 복귀하여 같은 달 29일에 1군 복귀를 이뤄냈고 10월 1일 사이타마 세이부 라이온스전에서는 9이닝 동안 4피안타 무4구 10탈삼진 무실점으로 쾌투하여 시즌 10승째를 프로 첫 완봉승으로 장식했다. 이로써 그 해엔 1군에서 25경기에 선발 등판하여 퍼시픽 리그 신인으로는 유일하게 규정 투구 이닝을 채웠다. 10승 8패, 3.43의 평균 자책점을 기록한 공로로 퍼시픽 리그 신인왕에 선정됐는데 도야마현 출신으로서는 최초의 신인왕이 됐다. 계약 갱신에서는 2,200만 엔이 증가한 추정 연봉 3,700만 엔으로 서명했다.

#### 2015년
개막 로테이션에 진입하여 닛폰햄과의 홈구장 개막전에서 시즌 첫 등판과 동시에 첫 선발로 나와 7이닝 3실점으로 승리 투수가 됐다. 4월 28일 세이부전에서는 9이닝 2피안타 무실점의 호투로 완봉승을 거두어 개막 3연승을 기록했고 6월 30일 라쿠텐전에서도 완봉승을 거뒀다. 이 해에도 규정 투구 이닝을 채웠지만 7이닝 이상을 2실점 이하로 막아낸 경기에서 3차례의 패전 투수가 되는 등 패배가 많아 27경기에 선발 등판하여 12승 12패, 평균 자책점 3.27의 성적을 남겼다. 포스트 시즌에서는 닛폰햄과의 클라이맥스 시리즈 퍼스트 스테이지 1차전에 선발 등판하여 5이닝 2실점의 호투로 승리 투수가 됐다. 오프에는 3,800만 엔이 증가한 추정 연봉 7,500만 엔으로 재계약을 맺었다.

#### 2016년
3년 연속 개막 로테이션에 합류하여 라쿠텐과의 개막 2경기째인 첫 경기에서 시즌 첫 등판과 동시에 첫 선발 등판했다. 이 경기에서는 7이닝 동안 4피안타 1실점의 호투로 승리 투수가 됐다. 하지만 이어지는 선발 예정된 경기를 앞두고 목 근육통이 일어난 것에 의해 등판을 피하게 되자, 4월 6일에 출전 선수 등록이 말소됐다. 같은 달 19일 소프트뱅크전에서 복귀해 7과 1/3이닝을 던져 2실점으로 호투했지만 패전 투수가 됐다. 5월 10일 소프트뱅크전에서는 2실점으로 완투패를 당했지만 이어지는 17일 세이부전에서도 7이닝 1실점으로 호투하며 시즌 3승째를 거두었고 7월 2일 오릭스 버펄로스전에서 완봉승을 거두며 자신의 7연승을 기록했다. 승수와 평균 자책점에서 리그 1위에 오르는 활약을 보이면서 같은 달 4일에 감독 추천으로 올스타전에 처음으로 선출돼 1차전에 등판했다. 후반기에서는 두 차례의 완봉승을 기록하는 등 정규 시즌 종료 때까지 안정적인 투구를 선보였다 .이 해는 23경기에 선발하여 5차례의 완투(리그 공동 1위 타이), 3차례의 완봉(동 1위), 14승 5패·평균 자책점 2.16의 좋은 성적을 남기며 최우수 평균 자책점 타이틀을 획득했다. 포스트 시즌에서는 소프트뱅크와의 클라이맥스 시리즈 퍼스트 스테이지 2차전에 선발 등판했지만 6이닝 도중 2실점으로 패전 투수가 됐다. 시즌 종료 후 11월에 개최된 ‘사무라이 재팬 야구 네덜란드 대표 야구 멕시코 대표 평가전’의 일본 대표로 발탁돼 같은 달 12일의 네덜란드전에 선발 등판했다. 계약 갱신에서는 5,500만 엔이 증가된 추정 연봉 1억 3,000만 엔으로 서명했다.

#### 2017년
정규 시즌 개막을 앞두고 개최된 제4회 월드 베이스볼 클래식 일본 국가대표팀 선수로 발탁돼 1라운드 상대인 쿠바전, 2라운드 상대인 네덜란드전에 각각 선발 등판했다. 정규 시즌에서는 닛폰햄과의 홈구장 개막전에서 시즌 첫 등판과 동시에 첫 선발로 나왔지만 5이닝을 던지면서 120개의 공을 던졌는데 5피안타 3볼넷 2실점(1자책점)을 기록하여 패전 투수가 됐다. 이어진 4월 11일 오릭스전에서도 3이닝 동안 98개의 공을 던지면서 3이닝 8피안타 2볼넷 5실점(4자책점)으로 패전 투수가 됐다. 같은 달 18일 소프트뱅크전에서는 5이닝 6실점, 개막 3경기에서 3패·평균 자책점 7.62라는 부진한 성적을 남기면서 2군으로 내려갔다. 5월 23일 소프트뱅크전에서 1군에 다시 복귀했지만 6월 6일 주니치 드래건스전에서 개막 6전 6패를 당하는 수모를 겪었다. 같은 달 13일의 요코하마 DeNA 베이스타스전에서 7이닝 1실점으로 호투하여 시즌 첫 승을 올렸지만 7월 2일 닛폰햄전에서는 위협구 수준의 공을 던져 퇴장당했다. 전반기 종료 시점에서 1승 8패, 평균 자책점 4.45의 성적을 남겼으나 그 후에는 6실점 이상을 내준 경기가 3번 있었고 후반기에서의 선발 등판은 6경기에 그쳤다. 이 해엔 16경기에 선발 등판하여 3승 11패, 평균 자책점 5.09라는 최악의 성적을 남겼고 오프에는 2,000만 엔이 삭감된 추정 연봉 1억 1,000만 엔으로 재계약을 맺었다.

#### 2018년
오릭스와의 개막 2경기째의 첫 경기에서 시즌 첫 등판·첫 선발 등판하여 7이닝 1실점의 호투로 승리 투수가 됐다. 4월 17일 오릭스전에서는 9이닝 3실점(2자책점)으로 완투승을 거두며 개막 3연승을 기록했다. 5월 1일 소프트뱅크전에서는 7이닝 3실점으로 막아내면서도 시즌 첫 패전이 기록되자, 이 경기를 포함해서 자신의 3전 3패를 당했지만 그 이후에는 6경기 연속으로 1실점 이내로 막아내며 자신의 6연승을 기록했다. 특히 교류전에서는 4경기에 선발로 나와 4승(양대 리그 1위), 26과 2/3이닝(동 2위), 평균 자책점 1.01(동 3위)의 좋은 성적을 기록하며 닛폰 생명상을 수상했다. 7월 1일 종료 시점에서 9승 3패 평균 자책점 2.17을 기록하면서 2년 만에 통산 두 번째로 올스타전에 출전하여 2차전에 등판했다. 후반기에서는 7월 24일 소프트뱅크전에서 오른쪽 어깨 통증으로 인해 2이닝 2실점으로 강판됐고 같은 달 31일의 닛폰햄전에서는 첫 회에 프로 야구 타이 기록이 되는 한 이닝에서 11개의 피안타를 기록하여 투 아웃 상황에서 강판됐다. 0과 2/3이닝·10실점은 모두 개인 최악의 성적을 남겼고 이튿날인 8월 1일에 1군 등록이 말소됐다. 재충전을 겸한 재조정이었지만 러닝 도중에 오른발을 삐어서 장기적으로 이탈했다. 9월 21일 세이부전에서 1군 복귀 등판이 이뤄졌음에도 불구하고 5이닝 6실점(5자책점)의 성적으로 패전 투수가 되면서 그 후 두 차례의 선발 등판에도 6실점을 남기며 부진한 모습을 보였다. 이로써 21경기에 선발로 나와 9승 8패, 평균 자책점 3.92의 성적을 기록했다. 오프에는 500만 엔이 상승한 추정 연봉 1억 1,500만 엔으로 재계약을 맺었다.

#### 2019년
자신의 첫 개막전 선발 투수로 발탁됐지만 6이닝 도중 4실점으로 승패는 나지 않았고 다음 등판을 향한 조정 중에 허리 통증이 발병하여 4월 4일에 1군 등록이 말소됐다. 같은 달 14일 1군에 복귀한 닛폰햄전에서 5이닝 동안 무실점으로 막아냈음에도 승패는 나지 않았고 그 후에도 승리에서 멀어졌다. 5월 12일 소프트뱅크전에서 6이닝 4실점을 기록하면서도 시즌 첫 승을 거두게 되면서 이 시점에서부터 자신의 3연승을 기록했다. 하지만 6월 9일 요미우리 자이언츠전에서는 4이닝 6실점으로 패전 투수가 됐고 같은 달 15일에는 오른쪽 팔꿈치 통증으로 1군 등록이 말소됐다. 7월 10일에는 중간 계투로서 1군에 등록하여 이날 닛폰햄전에서는 팀이 3점 앞선 5회초부터 등판했다. 1군에서는 처음으로 구원 등판하여 2이닝을 무실점으로 막아내며 프로 첫 홀드를 기록했다. 8월 6일 소프트뱅크전에서 선발 이와시타 다이키가 베이스 커버 때 오른쪽 발목을 삐어 1회에 급거 강판됐다. 팀의 3번째 투수로서 4회초부터 등판하여 4이닝을 무실점으로 막아냈고 같은 달 13일 닛폰햄전에서 65일 만에 선발 등판하여 승패는 연결되진 않았지만 7회 도중 1실점으로 호투했다. 이어진 8월 20일 라쿠텐전에서도 8이닝 동안 6피안타 무4구 11탈삼진 2실점으로 호투하여 79일 만에 승리 투수가 되면서 이후에도 호투를 계속하는 등 선발 복귀 후엔 7차례 선발 모두에서 QS, 5승 0패, 평균 자책점 1.90을 기록했다. 이로써 27경기(17차례 선발)에 등판하여 8승 5패, 5홀드, 평균 자책점 3.64의 성적으로 오프에는 1,000만 엔이 삭감된 추정 연봉 1억 500만 엔으로 재계약을 맺었다. 또한 명확한 시기는 밝히지 않았지만 장래엔 메이저 리그에 도전하겠다는 의사를 구단에 전달했다.

#### 2020년
개막전 선발 투수로 예정됐던 미마 마나부가 갑작스런 복통을 앓았고 여기에 코로나19 확산 여파로 개막이 대폭 연기되면서 2년 연속 개막전 선발 투수로 발탁됐다. 이 해에는 리그 최악의 기록에 해당되는 피홈런 19개를 맞았고 21경기에 선발 등판하여 7승 6패, 평균 자책점 4.25에 그쳤지만 빽빽한 일정의 시즌이지만 별다른 이탈없이 선발 로테이션을 지켜내며 리그 최다인 133과 1/3이닝을 던져 이닝이터로서 팀의 2위 약진에 큰 기여를 했다. 오프에는 500만 엔이 상승한 연봉 1억 1,000만 엔으로 재계약을 맺었다.

#### 2021년
춘계 스프링 캠프를 2군에서 시작하여 개막 로테이션 진입을 위한 조율 작업을 진행하고 있었는데 하반신의 상태가 좋지 않아 2월 말 원정에서는 팀을 떠나 조정이 늦어졌다. 프로 데뷔 후 처음으로 개막 로테이션 진입에 실패하여 시즌 첫 등판은 4월 13일까지 미뤄졌다. 5월에는 세 차례의 선발 등판에서 모두 4실점 이상을 내주며 5월 24일에 1군 등록이 말소되면서 6월 3일에는 오른쪽 팔꿈치 수술을 받았다. 8월 18일의 2군 경기에서 실전 복귀하여 이 날은 아웃 카운트를 단 한 개도 잡질 못하고 6피안타 2볼넷 7실점을 기록했지만 이후에는 순조롭게 조정을 진행해나가며 9월 1일의 2군 경기에서는 5이닝 동안 4피안타 2실점(무자책점)의 호투를 보였다. 1군에 복귀한 9월 9일 오릭스전에서 선발 등판하여 복귀 후엔 안정적인 투구를 선보였다. 10월 14일 오릭스전에서는 2018년 4월 17일 이후 처음으로 완투승을 거두었고 같은 달 24일 닛폰햄전에서도 8이닝 무실점으로 호투하며 우승 경쟁을 벌이는 팀내에서 존재감을 드러냈다. 수술의 영향으로 정규 시즌에서는 12경기에 선발 등판에는 그쳤지만 6승 3패, 평균 자책점 3.38을 기록했다. 포스트 시즌에서도 클라이맥스 시리즈 파이널 스테이지 1차전에 선발로 나와 7이닝 1실점으로 호투했다. 이전에는 의사를 표명했던 포스팅을 통한 메이저 리그 도전, 더 나아가 시즌 중에 취득한 국내 FA권 행사를 포함한 오프 시즌에서의 향후 거취와 관련된 움직임이 주목받고 있었지만 12월 4일에 국내 FA권을 행사하지 않고 지바 롯데에 잔류하겠다는 입장을 밝혔다. 같은 달 10일에 있은 연봉 협상에서는 1억 5,000만 엔이 상승한 추정 연봉 4,000만 엔의 2년 계약으로 서명했다.

#### 2022년
2년 만에 세 번째로 개막전 선발 투수로 낙점돼 라쿠텐과의 개막전에 선발 등판하여 7이닝 무실점의 호투로 승리 투수가 됐다. 이후에도 선발 로테이션을 지키는 등 11차례의 선발로 나와 평균 자책점 1.81을 기록하여 안정적인 투구를 선보였으나 허리 통증으로 6월 15일에 1군 등록이 말소됐다. 1군에 복귀한 7월 13일 세이부전에 등판하여 7이닝 2실점으로 호투했으나 타선의 지원을 받지 못해서 패전 투수가 됐다. 같은 달 20일 세이부전에서는 6이닝 3실점으로 승리 투수가 됐지만 홈런 2개를 얻어맞았고, 그 후에도 피홈런에 의한 실점이 두드러졌다. 9월 6일 세이부전에서는 3타자 연속으로 홈런을 허용했고, 같은 달 13일의 닛폰햄전에서도 4와 2/3이닝을 던져 10피안타 7실점의 부진을 보이는 등 상반신의 상태가 좋지 않다는 이유로 9월 17일에 1군 등록이 말소됐다. 그대로 시즌을 마치게 되면서 이 해엔 20경기에 선발 등판하여 7승 7패, 평균 자책점 2.93의 성적을 남겼다.

## 플레이 스타일
항상 취하는 세트 포지션에서 약간 인스텝으로 발을 내딛으면서 내리꽂다시피 던지는 스리쿼터 투수이다. 다듬어진 제구와 안정된 폼에는 정평이 나있어 퀵과 견제, 번트 처리 등도 탁월한 편이다. 투수로서의 밸런스가 잘 잡혀 있으며 기시 다카유키와 흡사한 유형으로 크게 무너지지 않고 경기를 만들 수 있는 선발 완투형 투수이다.
평균 구속 약 142km/h, 최고 속도 154km/h의 직구와 세로로 크게 변화하는 슬로 커브와 좌타자의 외곽으로 뻗는 싱커 등을 축으로 삼아 투구를 배합한다. 그 밖에 슬라이더도 섞어 던진다. 본인은 자신의 무기가 직구라고 말한 바 있다.

## 에피소드
- 어릴 때부터 주니치 드래건스의 팬이었다.[8] 드래프트 추첨 당시 요미우리 자이언츠도 추첨 대상이 됐지만 “이건 정말 진심으로 지바 롯데가 나오길 바랐다. (주니치의 광팬인 터라)센트럴 리그에는 가고 싶지 않았다”고 입단 후 인터뷰에서 밝혔다.[153] 또한 “타격을 싫어해서 (투수도 타석에 서는)센트럴 리그에 가고 싶지 않았다”라고 《수요일의 다운타운》(2016년 2월 24일 방영)에서 밝힌 적이 있다.
- 입단 계약 당시의 기자회견에서 같은 도쿄 가스 경식 야구부 출신인 미마 마나부에게는 지고 싶지 않다고 밝혔다.[154]
- 드래프트 당시에는 신장 186cm, 체중 73kg의 매우 호리호리한 체격을 갖추고 있었지만 이 체중으로는 ‘프로에서 뛰기 힘들다’ 하여 입단까지 남은 두 달 동안 식사량과 웨이트 트레이닝을 늘렸고 그 결과 신인 합동 자주 트레이닝이 시작됐을 무렵에는 체중을 81kg까지 늘렸다. 그때까지 입었던 옷은 대부분 입을 수 없게 됐다고 한다.[155]
- 도쿄 가스 경식 야구부 소속 시절에 팀 선수 소개 페이지의 별명란에는 ‘후’(ふ)라고 쓰여져 있었다.
- 좋아하는 음식은 튀김이다. 춘계 스프링 캠프 중에 휴식을 취하면서 튀김 전문서를 읽고 있는 모습이 팀 홍보에 의해 소개된 적도 있다.[156]
- 지바 롯데의 팀 동료들은 성이 이시카와라는 이유로 ‘고에몬씨’라고 불렀다고 한다.[157] 프로 데뷔 후 첫 승리를 거둔 4월 6일에 홈구장인 QVC 마린필드 외부 무대에서 열린 히어로 스테이지에 이시카와가 등장하자, “주위에서는 뭐라고 부릅니까?”라는 질문이 주어졌는데 “생긴 게 (개그맨 콤비)쿨포코(의 센짱)를 닮았다고 저더러 ‘포코’(ポコ)라고 하더라”고 말한 데 이어 현장에 있던 팬들에게 ‘포코라고 불러 주세요’라고 말해 웃음을 자아냈다.[158][159]
- 드래프트 직후의 자기 소개에서 “푸르스름하게 생긴 수염에도 주목해 주십시오”라는 발언을 했는데[160] 프로 입단 후 오키나와현 이시가키섬에서 열린 스프링 캠프 때 수염이 어디까지 자라는지 시도해 봤는데 턱부터 귀밑 털까지 이어졌다고 한다. 이 시도가 주위에서 호평을 얻어[161] 처음에는 바로 깎을 생각이었으나 선배인 핫토리 야스타카의 지시로 결국엔 수염을 늘린 채로 있었다고 한다.[14]

## 상세 정보

### 출신 학교
- 도야마 현립 나메리카와 고등학교
- 주부 대학

### 선수 경력
- 도쿄 가스
- 지바 롯데 마린스(2014년 ~ )

국가 대표 경력
- 2017년 월드 베이스볼 클래식 일본 국가대표

### 수상·타이틀 경력

#### 타이틀
- 최우수 평균 자책점 : 1회(2016년)

#### 수상
- 신인왕(2014년)
- 월간 MVP : 2회(2015년 9월, 2020년 8월) ※투수 부문
- 최우수 배터리상 : 1회(2016년) ※포수 : 다무라 다쓰히로
- 센트럴·퍼시픽 교류전 닛폰 생명상 : 1회(2018년)
- 일본 프로 스포츠 대상 신인상(2014년)[162]

### 개인 기록

#### 투수 기록
- 첫 등판·첫 선발 : 2014년 3월 30일, 대 후쿠오카 소프트뱅크 호크스 3차전(후쿠오카 야후오크! 돔), 5와 2/3이닝 2실점(무자책점)에서 승패는 연결되지 않음
- 첫 탈삼진 : 상동, 1회말에 마쓰다 노부히로로부터 헛스윙 삼진
- 첫 승리·첫 선발 승리·첫 완투·첫 완투 승리 : 2014년 4월 6일, 대 홋카이도 닛폰햄 파이터스 3차전(QVC 마린필드), 9이닝 3피안타 1실점
- 첫 완봉 승리 : 2014년 10월 1일, 대 사이타마 세이부 라이온스 24차전(QVC 마린필드), 9이닝 4피안타 10탈삼진 무4구
- 첫 홀드 : 2019년 7월 10일, 대 홋카이도 닛폰햄 파이터스 10차전(ZOZO 마린 스타디움), 3번째 투수로서 구원 등판, 2이닝 무실점

#### 타격 기록
- 첫 안타 : 2014년 5월 24일, 대 요미우리 자이언츠 2차전(QVC 마린필드), 5회말에 스가노 도모유키로부터 유격 내야 안타

#### 기록 달성 경력
- 통산 1000투구 이닝 : 2021년 4월 27일, 대 사이타마 세이부 라이온스 4차전(메트라이프 돔), 4회말 1아웃째에 모리 도모야를 좌익 뜬공으로 달성 ※역대 358번째[163]

#### 기타
- 입단 이후부터 3년 연속 두 자릿수 승리(2014년 ~ 2016년) ※구단 사상 최초[164]
- 한 이닝 11피안타 : 2018년 7월 31일, 대 홋카이도 닛폰햄 파이터스 16차전 ※NPB 기록
- 개막전 선발 투수 : 3회(2019년, 2020년, 2022년)
- 올스타전 출장 : 2회(2016년, 2018년)

### 등번호
- 12(2014년 ~ 2023년)
- 122(2024년 ~)

### 연도별 투수 성적
| 연 도      | 소 속      | 등 판 | 선 발 | 완 투 | 완 봉 | 무 4 구 | 승 리 | 패 전 | 세 이 브 | 홀 드 | 승 률 | 타 자 | 이 닝  | 피 안 타 | 피 홈 런 | 볼 넷 | 고 4 | 몸 맞 | 탈 삼 진 | 폭 투 | 보 크 | 실 점 | 자 책 점 | 평 자 책 | W H I P |
| ---------- | ---------- | ----- | ----- | ----- | ----- | ------- | ----- | ----- | -------- | ----- | ----- | ----- | ------ | -------- | -------- | ----- | ---- | ----- | -------- | ----- | ----- | ----- | -------- | -------- | ------- |
| 2014년     | 지바 롯데  | 25    | 25    | 2     | 1     | 1       | 10    | 8     | 0        | 0     | .556  | 669   | 160.0  | 165      | 10       | 37    | 0    | 4     | 111      | 3     | 0     | 72    | 61       | 3.43     | 1.26    |
| 2015년     | 지바 롯데  | 27    | 27    | 3     | 2     | 0       | 12    | 12    | 0        | 0     | .500  | 751   | 178.2  | 191      | 15       | 34    | 0    | 5     | 126      | 2     | 0     | 68    | 65       | 3.27     | 1.26    |
| 2016년     | 지바 롯데  | 23    | 23    | 5     | 3     | 1       | 14    | 5     | 0        | 0     | .737  | 643   | 162.1  | 142      | 16       | 22    | 0    | 6     | 104      | 4     | 0     | 40    | 39       | 2.16     | 1.01    |
| 2017년     | 지바 롯데  | 16    | 16    | 1     | 0     | 1       | 3     | 11    | 0        | 0     | .214  | 424   | 97.1   | 113      | 9        | 23    | 0    | 2     | 73       | 0     | 0     | 62    | 55       | 5.09     | 1.40    |
| 2018년     | 지바 롯데  | 21    | 21    | 1     | 0     | 0       | 9     | 8     | 0        | 0     | .529  | 559   | 133.1  | 137      | 15       | 29    | 1    | 3     | 77       | 0     | 0     | 61    | 58       | 3.92     | 1.25    |
| 2019년     | 지바 롯데  | 27    | 17    | 0     | 0     | 0       | 8     | 5     | 0        | 5     | .615  | 503   | 118.2  | 129      | 9        | 28    | 1    | 4     | 81       | 2     | 0     | 50    | 48       | 3.64     | 1.32    |
| 2020년     | 지바 롯데  | 21    | 21    | 0     | 0     | 0       | 7     | 6     | 0        | 0     | .538  | 555   | 133.1  | 138      | 19       | 26    | 0    | 4     | 77       | 3     | 0     | 65    | 63       | 4.25     | 1.23    |
| 2021년     | 지바 롯데  | 12    | 12    | 2     | 0     | 1       | 6     | 3     | 0        | 0     | .667  | 310   | 80.0   | 73       | 10       | 9     | 0    | 0     | 42       | 0     | 0     | 30    | 30       | 3.38     | 1.03    |
| 2022년     | 지바 롯데  | 20    | 20    | 0     | 0     | 0       | 7     | 7     | 0        | 0     | .500  | 504   | 123.0  | 128      | 12       | 20    | 0    | 4     | 67       | 0     | 0     | 48    | 40       | 2.93     | 1.20    |
| 통산 : 9년 | 통산 : 9년 | 192   | 182   | 14    | 6     | 4       | 76    | 65    | 0        | 5     | .539  | 4918  | 1186.2 | 1216     | 115      | 228   | 2    | 32    | 758      | 14    | 0     | 496   | 459      | 3.48     | 1.22    |

- 2022년 시즌 종료 기준
- 굵은 글씨는 시즌 최고 성적

### 연도별 투수(선발) 성적 소속 리그내에서의 순위
| 연 도 | 연 령 | 리 그       | 완 투 | 완 봉 | 승 리 | 승 률 | 이 닝 | 탈 삼 진 | 평 자 책 |
| ----- | ----- | ----------- | ----- | ----- | ----- | ----- | ----- | -------- | -------- |
| 2014  | 26    | 퍼시픽 리그 | 8위   | 6위   | 8위   | -     | 8위   | -        | 8위      |
| 2015  | 27    | 퍼시픽 리그 | 2위   | 2위   | 3위   | -     | 3위   | 6위      | 6위      |
| 2016  | 28    | 퍼시픽 리그 | 1위   | 1위   | 2위   | 3위   | 8위   | -        | 1위      |
| 2017  | 29    | 퍼시픽 리그 | -     | -     | -     | -     | -     | -        | -        |
| 2018  | 30    | 퍼시픽 리그 | -     | -     | -     | -     | -     | -        | -        |
| 2019  | 31    | 퍼시픽 리그 | -     | -     | -     | -     | -     | -        | -        |
| 2020  | 32    | 퍼시픽 리그 | -     | -     | -     | -     | 1위   | -        | -        |
| 2021  | 33    | 퍼시픽 리그 | 4위   | -     | -     | -     | -     | -        | -        |
| 2022  | 34    | 퍼시픽 리그 | -     | -     | -     | -     | -     | -        | -        |

- ‘-’는 10위 미만

### WBC에서의 투수 성적
| 연 도 | 대 표 | 등 판 | 선 발 | 승 리 | 패 전 | 세 이 브 | 타 자 | 이 닝 | 피 안 타 | 피 홈 런 | 볼 넷 | 고 4 | 몸 맞 | 탈 삼 진 | 폭 투 | 보 크 | 실 점 | 자 책 점 | 평 자 책 |
| ----- | ----- | ----- | ----- | ----- | ----- | -------- | ----- | ----- | -------- | -------- | ----- | ---- | ----- | -------- | ----- | ----- | ----- | -------- | -------- |
| 2017  | 일본  | 2     | 2     | 1     | 0     | 0        | 30    | 7.0   | 7        | 2        | 2     | 0    | 0     | 2        | 0     | 0     | 6     | 6        | 7.71     |

### 연도별 수비 성적
| 연도 | 소속      | 투수  | 투수  | 투수  | 투수  | 투수  | 투수     |
| 연도 | 소속      | 경 기 | 척 살 | 보 살 | 실 책 | 병 살 | 수 비 율 |
| ---- | --------- | ----- | ----- | ----- | ----- | ----- | -------- |
| 2014 | 지바 롯데 | 25    | 6     | 31    | 1     | 2     | .974     |
| 2015 | 지바 롯데 | 27    | 11    | 26    | 0     | 1     | 1.000    |
| 2016 | 지바 롯데 | 23    | 10    | 30    | 2     | 1     | .952     |
| 2017 | 지바 롯데 | 16    | 12    | 24    | 2     | 3     | .947     |
| 2018 | 지바 롯데 | 21    | 10    | 33    | 0     | 1     | 1.000    |
| 2019 | 지바 롯데 | 27    | 8     | 18    | 0     | 2     | 1.000    |
| 2020 | 지바 롯데 | 21    | 5     | 27    | 1     | 2     | .970     |
| 2021 | 지바 롯데 | 12    | 4     | 18    | 0     | 1     | 1.000    |
| 2022 | 지바 롯데 | 20    | 8     | 31    | 1     | 4     | .975     |
| 통산 | 통산      | 192   | 74    | 238   | 7     | 17    | .978     |

- 2022년 시즌 종료 기준
- 굵은 글씨는 시즌 최고 성적

### 주해
1. ↑  그해 1점 대 미만의 평균 자책점을 기록한 것은 이시카와 외에도 도메이 다이키(후지 중공업, 오릭스 버펄로스 드래프트 2순위로 지명) 등 두 명 뿐이다.
2. ↑  전년도인 2013년에 도야마 출신으로 시즌 9승을 기록한 지바 롯데의 니시노 유지가 놓친 타이틀이었다. 이시카와는 이에 대해 “도야마의 학생들은 재능이 있어도 고등학교에서 그만두는 학생들이 있다. 계속하면 꿈을 이룰 수 있다고 고등학생들에게 전하고 싶다”고 말했다(아사히 신문 2014년 11월 27일자 기사).

### 출전
1. ↑  “ロッテ - 契約更改 - プロ野球”. 닛칸 스포츠. 2022-12-07回에 확인함.
2. ↑  “石川投手「1位」に歓喜　ロッテ交渉権”. 《YOMIURI ONLINE》. 요미우리 신문사. 2013년 10월 25일. 2013년 10월 29일에 원본 문서에서 보존된 문서. 2021년 6월 29일에 확인함.
3. ↑  아사히 신문, 2014년 11월 27일자
4. ↑  ‘그랜드 슬램’(41권), 쇼가쿠칸, 2013년, p.93. ISBN 978-4-09-102377-3
5. ↑  “ドラフト:ロッテ1位の石川「まさか自分が」も満面の笑み”. 毎日新聞(毎日.jp). 2014년 10월 24일. 2014년 12월 10일에 원본 문서에서 보존된 문서. 2014년 3월 28일에 확인함.
6. 1 2 3  “ロッテ１位石川に伊東監督2桁勝利指令”. 닛칸 스포츠. 2014년 10월 25일. 2014년 3월 28일에 확인함.
7. ↑  “ロッテドラ１・石川、伊東監督ガッツポーズに鳥肌／ドラフト”. 산케이 스포츠. 2014년 10월 25일. 2013년 10월 29일에 원본 문서에서 보존된 문서. 2014년 3월 28일에 확인함.
8. 1 2 3  “ロッテ１位石川「指名瞬間は鳥肌立った」”. 닛칸 스포츠. 2013년 10월 24일. 2014년 3월 31일에 확인함.
9. ↑  “千葉ロッテ　ドラフト1位　石川投手（滑川高出身）球団と契約”. チューリップテレビニュース. 2014년 11월 28일. 2014년 4월 15일에 원본 문서에서 보존된 문서. 2014년 3월 28일에 확인함.
10. ↑  “2014年度千葉ロッテマリーンズ 個人投手成績（オープン戦）”. 일본 야구 기구. 2014년 3월 23일. 2014년 3월 28일에 확인함.
11. ↑  “ロッテドラ１石川　安定感光った　ＯＰ戦防御率は１．４２”. Sponichi Annex. 2014년 3월 24일. 2022년 9월 3일에 확인함.
12. ↑  “ロッテ、新人４人を開幕１軍正式決定「本当に新人が頑張った」”. 산케이 스포츠. 2014년 3월 26일. 2014년 3월 28일에 확인함.
13. ↑  “ドラ１石川粘投実らず　伊東監督「３連敗は想定外」”. 스포츠 닛폰. 2014년 3월 31일. 2014년 3월 31일에 확인함.
14. 1 2  “ロッテ３連勝！アー君、新人一番乗りで完投勝利「素直にうれしい」”. 산케이 스포츠. 2014년 4월 7일. 2014년 4월 7일에 확인함.
15. ↑  “石川　悔しい新人トップ７勝目　５回４失点「すみません」”. Sponichi Annex. 2014년 8월 6일. 2022년 9월 3일에 확인함.
16. ↑  “ロッテ・石川が登録抹消　右手の爪割る”. 데일리 스포츠. 2014년 8월 6일. 2022년 9월 3일에 확인함.
17. ↑  “ロッテ　石川　イースタンで実戦復帰「指は問題なく投げられた」”. Sponichi Annex. 2014년 8월 23일. 2022년 9월 3일에 확인함.
18. ↑  “石川復帰登板も５回６失点ＫＯ　指揮官バッサリ「制球悪すぎ」”. Sponichi Annex. 2014년 8월 30일. 2022년 9월 3일에 확인함.
19. ↑  “ロッテ　ドラ１石川がプロ初完封　９年ぶりの新人２桁勝利”. Sponichi Annex. 2014년 10월 1일. 2022년 9월 3일에 확인함.
20. ↑  “マイペース、遅咲きの新人王　ロッテ・石川歩（上）”. 니혼케이자이 신문. 2015년 1월 10일. 2022년 9월 3일에 확인함.
21. ↑  “2014年度 パシフィック・リーグ 個人投手成績（規定投球回以上）”. 일본 야구 기구. 2022년 9월 3일에 확인함.
22. ↑  “ロッテ石川が新人王「一生に１度」”. 데일리 스포츠. 2014년 11월 26일. 2022년 9월 3일에 확인함.
23. ↑  “ロッテ・石川は2200万円増「思っていたより評価してもらった」”. Sponichi Annex. 2014년 12월 8일. 2022년 9월 3일에 확인함.
24. ↑  “ロッテ石川「絶景」本拠開幕戦１勝　７回３失点”. Sponichi Annex. 2015년 4월 1일. 2022년 9월 3일에 확인함.
25. ↑  “ロッテ、石川が自身２度目の完封！　この日も「絶景でーす」”. Sponichi Annex. 2015년 4월 28일. 2022년 9월 3일에 확인함.
26. ↑  “ロッテ石川が無傷の３勝　チーム今季初完封”. 닛칸 스포츠. 2015년 4월 28일. 2022년 9월 3일에 확인함.
27. ↑  “ロッテ・石川、完封７勝「先に点を与えないように心がけた」”. 산케이 스포츠. 2015년 7월 1일. 2022년 9월 3일에 확인함.
28. ↑  “４連勝ならず　千葉ロッテ”. 千葉日報. 2022년 5월 31일. 2022년 9월 3일에 확인함.
29. ↑  “石川、六回に２失点　千葉ロッテ”. 千葉日報. 2015년 8월 5일. 2022년 9월 3일에 확인함.
30. ↑  “ロッテ石川１失点11Ｋ完投も無援９敗目”. 데일리 스포츠. 2015년 8월 13일. 2022년 9월 3일에 확인함.
31. ↑  “2015年度 パシフィック・リーグ 個人投手成績（規定投球回以上）”. 일본 야구 기구. 2022년 9월 3일에 확인함.
32. ↑  “2015年度 パシフィック・リーグ 【敗北】 リーダーズ（投手部門）”. 일본 야구 기구. 2022년 9월 3일에 확인함.
33. ↑  “３位ロッテ　天敵・大谷撃ちで“下克上”ＣＳ先勝　１１安打９点”. Sponichi Annex. 2015년 10월 10일. 2022년 9월 3일에 확인함.
34. ↑  “ロッテ石川が倍増7500万「負け数が多いんで…」”. 닛칸 스포츠. 2015년 12월 18일. 2022년 9월 3일에 확인함.
35. ↑  “石川５回０封　２９日楽天戦へ伊東監督「問題ない」”. Sponichi Annex. 2016년 3월 24일. 2022년 9월 3일에 확인함.
36. ↑  “ロッテ石川「絶景でーす！」１勝　球界初の音量測定器は106デシベル”. Sponichi Annex. 2016년 3월 30일. 2022년 9월 3일에 확인함.
37. ↑  “寝違え先発回避の石川　登録抹消も「２、３日では治らない」”. Sponichi Annex. 2016년 4월 6일. 2022년 9월 3일에 확인함.
38. ↑  “ロッテ・石川が登録抹消…代わりにチェンが昇格！　6日のプロ野球公示”. BASEBALL KING. 2016년 4월 6일. 2022년 9월 3일에 확인함.
39. ↑  “復帰石川好投も痛恨首位陥落　伊東監督「内容悪くない」”. Sponichi Annex. 2016년 4월 20일. 2022년 9월 3일에 확인함.
40. ↑  “石川完投負け　２失点好投も一発に泣く…バンデン止められず”. Sponichi Annex. 2016년 5월 11일. 2022년 9월 3일에 확인함.
41. ↑  “ロッテ石川３勝「吉田が良いリード」女房に感謝”. 닛칸 스포츠. 2016년 5월 17일. 2022년 9월 3일에 확인함.
42. ↑  “ロッテ石川完封で自身７連勝、トップタイの９勝目”. 닛칸 스포츠. 2016년 7월 2일. 2022년 9월 3일에 확인함.
43. ↑  “ロッテ・石川が今季初の完封！　「奇跡です」”. BASEBALL KING. 2016년 7월 3일. 2022년 9월 3일에 확인함.
44. ↑  “ロッテから７人選出　角中「自分はこそっとやっておけばいいかな」”. Sponichi Annex. 2016년 7월 4일. 2022년 9월 3일에 확인함.
45. ↑  “2016年度マツダオールスターゲーム　試合結果（第1戦）”. 일본 야구 기구. 2022년 9월 3일에 확인함.
46. ↑  “ロッテ石川がＳＢを２安打完封で１２勝目　ＳＢは今季初の６連敗”. 데일리 스포츠. 2016년 8월 12일. 2022년 9월 3일에 확인함.
47. ↑  “ロッテ連敗止めた　石川今季３度目完封、リーグトップタイの１４勝”. Sponichi Annex. 2016년 9월 15일. 2022년 9월 3일에 확인함.
48. ↑  “2016年度 パシフィック・リーグ 【完投】 リーダーズ（投手部門）”. 일본 야구 기구. 2022년 9월 3일에 확인함.
49. ↑  “2016年度 パシフィック・リーグ 【完封勝利】 リーダーズ（投手部門）”. 일본 야구 기구. 2022년 9월 3일에 확인함.
50. ↑  “2016年度 パシフィック・リーグ 個人投手成績（規定投球回以上）”. 일본 야구 기구. 2022년 9월 3일에 확인함.
51. ↑  “ロッテ石川が初の最優秀防御率　「大谷君が投げたら仕方ないと思っていた」”. Full-Count. 2016년 10월 5일. 2022년 9월 3일에 확인함.
52. ↑  “ソフトＢ連勝で３年連続ファイナル進出　２位のジンクス破った”. Sponichi Annex. 2016년 10월 9일. 2022년 9월 3일에 확인함.
53. ↑  11月に東京ドームで開催する侍ジャパン強化試合に出場する選手28名が決定 - 야구 일본 대표 사무라이 재팬 공식 홈페이지(2016년 10월 18일), 2016년 10월 18일 확인
54. ↑  “強化試合で４回３失点／ロッテ石川の代表戦ＶＴＲ”. 닛칸 스포츠. 2017년 2월 18일. 2022년 9월 3일에 확인함.
55. ↑  “ロッテ・石川１・３億円で更改！４年目では球団最高「凄く評価していただいた」”. Sponichi Annex. 2016년 12월 20일. 2022년 9월 3일에 확인함.
56. ↑  “侍Ｊ石川　初戦先発の責任果たした　“ひょうひょう”と４回１失点”. Sponichi Annex. 2017년 3월 8일. 2022년 9월 3일에 확인함.
57. ↑  “侍・石川、３回５失点ＫＯ「力負けした」　オランダ打線の一発攻勢にリード守れず”. 데일리 스포츠. 2017년 3월 12일. 2022년 9월 3일에 확인함.
58. ↑  “ロッテ・石川、本拠地開幕任せろ　侍から合流　４・４ハム戦へ照準”. 데일리 스포츠. 2017년 3월 25일. 2022년 9월 3일에 확인함.
59. ↑  “ロッテ石川「ボール先行で…」初登板は５回２失点”. Sponichi Annex. 2017년 4월 4일. 2022년 9월 3일에 확인함.
60. ↑  “2017年4月4日 【公式戦】 試合結果 （千葉ロッテvs北海道日本ハム）”. 일본 야구 기구. 2022년 9월 3일에 확인함.
61. ↑  “ロッテ石川が3回8安打5失点の乱調でKO　3イニングで98球を要する”. Full-Count. 2017년 4월 11일. 2022년 9월 3일에 확인함.
62. ↑  “2017年4月11日 【公式戦】 試合結果 （オリックスvs千葉ロッテ）”. 일본 야구 기구. 2022년 9월 3일에 확인함.
63. ↑  “ロッテ石川が６失点大炎上で無期限二軍　ＷＢＣ後遺症か”. 도쿄 스포츠. 2017년 4월 19일. 2022년 9월 3일에 확인함.
64. ↑  “ロッテ石川、1か月ぶり復帰も「良くない」4敗目　原因が「分からない」”. Full-Count. 2017년 5월 24일. 2022년 9월 3일에 확인함.
65. ↑  “ロッテ石川、開幕６連敗も復調気配「過去一番良かった」”. Sponichi Annex. 2017년 6월 7일. 2022년 9월 3일에 확인함.
66. ↑  “ロッテ・石川やっと今季初星　７度目先発、７回１失点”. 데일리 스포츠. 2017년 6월 14일. 2022년 9월 3일에 확인함.
67. ↑  “ロッテ石川、突然の変調で危険球退場「申し訳ない気持ちしかない」”. Full-Count. 2017년 7월 2일. 2022년 9월 3일에 확인함.
68. ↑  “千葉ロッテはファンと一緒に戦い続ける 借金３０、最下位からの再スタート”. スポーツナビ. 2017년 7월 20일. 2022년 9월 3일에 확인함.
69. ↑  “ロッテ石川　勝てない…今季最悪タイ７失点ＫＯで９敗目”. Sponichi Annex. 2017년 7월 31일. 2022년 9월 3일에 확인함.
70. ↑  “ロッテ石川、7失点も3勝目　楽勝ムードから突然乱調「球威がガタっと…」”. Full-Count. 2017년 8월 9일. 2022년 9월 3일에 확인함.
71. ↑  “楽天連敗ストップ、藤平初勝利　ロッテ石川10敗”. 닛칸 스포츠. 2017년 8월 22일. 2022년 9월 3일에 확인함.
72. ↑  ロッテ石川2000万減「自分の実力ぐらいが出た」 - 닛칸 스포츠, 2017년 12월 8일 게재
73. ↑  “2018年4月3日 【公式戦】 試合結果 （オリックスvs千葉ロッテ）”. 일본 야구 기구. 2022년 9월 3일에 확인함.
74. ↑  “2018年4月17日 【公式戦】 試合結果 （千葉ロッテvsオリックス）”. 일본 야구 기구. 2022년 9월 3일에 확인함.
75. ↑  “ロッテ石川が2年ぶり完投勝利　開幕3連勝に「とりあえず昨年の勝ち星に並んだ」”. Full-Count. 2018년 4월 18일. 2022년 9월 3일에 확인함.
76. ↑  “【ロッテ】石川、７回８安打３失点で黒星”. 스포츠 호치. 2018년 5월 1일. 2022년 9월 3일에 확인함.
77. ↑  “【ロッテ】石川、６戦連続クオリティースタートも打線の援護なく２敗目”. 스포츠 호치. 2018년 5월 8일. 2022년 9월 3일에 확인함.
78. ↑  “ロッテ・石川　故郷凱旋も６回５失点ＫＯで３敗目”. 데일리 스포츠. 2018년 5월 16일. 2022년 9월 3일에 확인함.
79. ↑  “ロッテの石川　６連勝でリーグトップに並ぶ９勝目”. Sponichi Annex. 2018년 6월 26일. 2022년 9월 3일에 확인함.
80. ↑  “交流戦MVPはオリックス・吉田正尚！日本生命賞はロッテ・石川とヤクルト・石山”. BASEBALL KING. 2018년 6월 22일. 2022년 9월 3일에 확인함.
81. ↑  “ロッテ石川２度目の球宴「自分の力を出せるように」”. 닛칸 스포츠. 2018년 7월 2일. 2022년 9월 3일에 확인함.
82. ↑  “2018年7月14日(土) 熊本 【オールスターゲーム】セントラル・リーグ vs パシフィック・リーグ 第2戦 投打成績”. 일본 야구 기구. 2022년 9월 3일에 확인함.
83. ↑  “ロッテ　石川緊急降板「次は大丈夫と思う」”. Sponichi Annex. 2018년 7월 25일. 2022년 9월 3일에 확인함.
84. ↑  “ロッテ石川、初回で１０失点…１イニング１１被安打はプロ野球ワーストタイ記録”. Sponichi Annex. 2018년 7월 31일. 2022년 9월 3일에 확인함.
85. ↑  ロッテ・石川　肩に違和感？登録抹消へ　プロ野球ワーストタイ、１イニング11安打浴び10失点ＫＯ」 - 스포니치 아넥스, 2018년 7월 31일
86. ↑  “中日松坂ら登録、ＤｅＮＡ井納ら抹消／１日公示”. 닛칸 스포츠. 2018년 8월 1일. 2022년 9월 3일에 확인함.
87. ↑  ロッテ石川リフレッシュ中にねんざ想定外の長期離脱 - 닛칸 스포츠, 2018년 8월 7일
88. ↑  “ロッテ石川が悪天候の中で5回6失点「感じは良かった」と手応えも6敗目”. Full-Count. 2018년 9월 21일. 2022년 9월 3일에 확인함.
89. ↑  “ロッテ石川が7敗目、7月以降勝ち星ゼロ「リズムを悪くさせてしまい申し訳ない」”. Full-Count. 2018년 9월 29일. 2022년 9월 3일에 확인함.
90. ↑  “ロッテ　石川、８度目の２桁挑戦も７回途中６失点ＫＯ「何もないです…」”. Sponichi Annex. 2018년 10월 6일. 2022년 9월 3일에 확인함.
91. ↑  “ロッテ石川500万増「いい球を投げる確率上げる」”. 닛칸 스포츠. 2018년 11월 21일. 2022년 9월 3일에 확인함.
92. ↑  “ロッテ石川　初の開幕投手決定！井口監督「本人に伝えてある」”. Sponichi Annex. 2019년 2월 13일. 2022년 9월 3일에 확인함.
93. ↑  “千葉ロッテ、開幕戦逆転勝ち”. 千葉日報. 2019년 3월 30일. 2022년 9월 3일에 확인함.
94. ↑  ロッテ石川腰痛で登録抹消「軽症を願う」吉井コーチ - 닛칸 스포츠, 2019년 4월 4일
95. ↑  “ロッテ　石川、開幕戦以来の先発で5回零封「球は良かった」”. Sponichi Annex. 2019년 4월 15일. 2022년 9월 3일에 확인함.
96. ↑  “ロッテ・石川　８回４失点で２敗目も…井口監督「しっかり投げてくれた」”. 데일리 스포츠. 2019년 5월 6일. 2022년 9월 3일에 확인함.
97. ↑  “2019年5月12日 【公式戦】 試合結果 （福岡ソフトバンクvs千葉ロッテ）”. 일본 야구 기구. 2022년 9월 3일에 확인함.
98. ↑  “ロッテ・石川歩　プロ6年目で通算50勝　打線は11安打8得点と援護”. Sponichi Annex. 2019년 5월 26일. 2022년 9월 3일에 확인함.
99. ↑  “ロッテ・石川「江村さんに助けられた」連発　プロ1号の後輩を褒め倒す”. Sponichi Annex. 2019년 6월 2일. 2022년 9월 3일에 확인함.
100. ↑  “ロッテ・石川　4回6失点KO…交流戦連勝は5でストップ”. Sponichi Annex. 2019년 6월 9일. 2022년 9월 3일에 확인함.
101. ↑  ロッテ石川　右肘違和感で登録抹消 - 닛칸 스포츠, 2019년 6월 15일
102. ↑  “ロッテ・石川　右尺側手根屈筋炎と診断　実戦復帰まで2週間”. Sponichi Annex. 2019년 6월 15일. 2022년 9월 3일에 확인함.
103. ↑  “【10日の公示】日本ハム・谷口、ロッテ・石川を登録”. Sponichi Annex. 2019년 7월 10일. 2022년 9월 3일에 확인함.
104. ↑  “ロッテ“ブルペンデー”完封　ボルシンガー先発回避で奇襲　石川が初の中継ぎ登板”. Sponichi Annex. 2019년 7월 11일. 2022년 9월 3일에 확인함.
105. ↑  “2019年7月10日 【公式戦】 試合結果 （千葉ロッテvs北海道日本ハム）”. 일본 야구 기구. 2022년 9월 3일에 확인함.
106. ↑  “右足負傷のロッテ・岩下は「右足関節内反捻挫」”. BASEBALL KING. 2019년 8월 8일. 2022년 9월 3일에 확인함.
107. ↑  “ロッテ、開幕投手の石川先発復帰へ　岩下緊急降板ピンチで４回０封”. 산케이 스포츠. 2019년 8월 7일. 2022년 9월 3일에 확인함.
108. ↑  “開幕投手のロッテ・石川、６５日ぶり先発復帰で七回途中１失点好投”. 산케이 스포츠. 2019년 8월 13일. 2022년 9월 3일에 확인함.
109. ↑  ロッテ石川79日ぶり４勝　中継ぎ経験し制球力復活 - 닛칸 스포츠, 2019년 8월 20일
110. ↑  “【2019主力選手通信簿・ロッテ】種市ら若手投手が芽吹く一方、野手は打のMVP荻野＆鈴木以外が…”. THE DIGEST. 2019년 12월 5일. 2022년 9월 3일에 확인함.
111. ↑  “12月25日の契約更改”. Sponichi Annex. 2019년 12월 25일. 2022년 9월 3일에 확인함.
112. ↑  ロッテ石川　将来メジャー挑戦の意思、球団も応援 - 닛칸 스포츠, 2019년 12월 25일
113. ↑  “ロッテ石川「６・19」開幕投手決定　当初は美馬”. 닛칸 스포츠. 2020년 6월 1일. 2021년 6월 29일에 확인함.
114. ↑  “2020年度 パシフィック・リーグ 【被本塁打】 リーダーズ（投手部門）”. 일본 야구 기구. 2022년 9월 3일에 확인함.
115. ↑  “2020年度 パシフィック・リーグ 個人投手成績（規定投球回以上）”. 일본 야구 기구. 2022년 9월 3일에 확인함.
116. ↑  “【2020主力選手通信簿｜ロッテ】躍進を支えた投手陣は軒並み高評価。野手のMVPは攻守に貢献大のマーティン！”. THE DIGEST. 2020년 12월 19일. 2022년 9월 3일에 확인함.
117. ↑  “ロッテ・石川が５００万円増で更改”. 산케이 스포츠. 2020년 12월 26일. 2021년 9월 4일에 확인함.
118. ↑  “ロッテ・石川歩　開幕ローテーション入りが微妙に　脚部不安”. Sponichi Annex. 2021년 3월 4일. 2021년 9월 4일에 확인함.
119. ↑  “今季初登板の石川歩が7回1失点の好投！　千葉ロッテが楽天とのカード初戦を制する”. パ・リーグ.com. 2021년 4월 13일. 2021년 9월 4일에 확인함.
120. ↑  “2021年5月7日 【公式戦】 試合結果 （千葉ロッテvsオリックス）”. 일본 야구 기구. 2022년 9월 3일에 확인함.
121. ↑  “2021年5月14日 【公式戦】 試合結果 （千葉ロッテvs埼玉西武）”. 일본 야구 기구. 2022년 9월 3일에 확인함.
122. ↑  “「調子は良かったんですが…」ロッテ石川歩、中盤に崩れ５回６失点で２敗目”. 닛칸 스포츠. 2021년 5월 21일. 2022년 9월 3일에 확인함.
123. ↑  “【24日の公示】巨人・今村、ソフトBモイネロら抹消　広島・九里は特例2021で抹消”. Sponichi Annex. 2021년 5월 24일. 2022년 9월 3일에 확인함.
124. ↑  “ロッテ石川歩　右肘のクリーニング手術　今季中の復帰は微妙”. Sponichi Annex. 2021년 6월 4일. 2021년 9월 4일에 확인함.
125. ↑  “【巨人】２軍も「ワッショイベースボール」　打線が大爆発で６回一挙１０得点”. 스포츠 호치. 2021년 8월 18일. 2021년 9월 9일에 확인함.
126. ↑  “【ファーム情報】ヤクルトは6本塁打で大勝　西武ドラ1・渡部が2発　阪神はファームタイ記録の15連勝”. Sponichi Annex. 2021년 9월 1일. 2021년 9월 9일에 확인함.
127. ↑  “【ロッテ】復帰登板の石川歩は６回７安打１失点で降板”. 스포츠 호치. 2021년 9월 9일. 2021년 9월 9일에 확인함.
128. ↑  “首位・ロッテが競り勝ち今季最多の貯金15！ 石川が6回0封で復帰後初白星「間に合って良かった」”. BASEBALL KING. 2021년 9월 20일. 2021년 10월 28일에 확인함.
129. ↑  “ロッテ・石川　6回無失点の快投で今季4勝目！「プレッシャーの中でやれているのは凄くありがたい」”. Sponichi Annex. 2021년 10월 5일. 2021년 10월 28일에 확인함.
130. ↑  “ロッテ・石川完投でバトン！“M灯の一戦”先発・朗希「期待に応えたい」51年ぶりマジック点灯へ”. Sponichi Annex. 2021년 10월 14일. 2021년 10월 28일에 확인함.
131. ↑  “ロッテ愛…石川8回零封で優勝マジック3!!!再び首位浮上「いやあ、凄かった」”. Sponichi Annex. 2021년 10월 25일. 2021년 10월 28일에 확인함.
132. ↑  “【2021主力選手通信簿｜ロッテ】佐々木朗や益田をはじめ投手陣は高評価。だが、次代を担う若手野手は不完全燃焼に＜SLUGGER＞”. THE DIGEST. 2021년 12월 9일. 2022년 9월 3일에 확인함.
133. ↑  “【ロッテ】石川歩　７回１失点好投も負け投手「最初力みすぎましたね」”. 스포츠 호치. 2021년 11월 10일. 2021년 12월 10일에 확인함.
134. ↑  “【ロッテ】石川歩、国内ＦＡ権行使＆メジャー挑戦を熟考へ”. 스포츠 호치. 2021년 11월 13일. 2021년 12월 10일에 확인함.
135. ↑  “ロッテ石川歩「残留します」国内ＦＡ権行使せずチーム残留をあらためて明言”. 닛칸 스포츠. 2021년 12월 4일. 2021년 12월 10일에 확인함.
136. ↑  “FA権行使せず残留の石川歩が2年契約 4000万円増の1億5000万円でサイン【ロッテ】”. 주니치 스포츠. 2021년 12월 10일. 2021년 12월 10일에 확인함.
137. ↑  “ロッテの開幕投手は石川　井口監督のサプライズに「びっくり。小島か朗希あたりかなと」”. Sponichi Annex. 2022년 3월 2일. 2022년 9월 3일에 확인함.
138. ↑  “ロッテが開幕戦快勝　石川歩が7回無失点で初の開幕戦白星　高卒新人・松川虎生は完封リレー導く”. Sponichi Annex. 2022년 3월 25일. 2022년 9월 3일에 확인함.
139. ↑  “ロッテ石川歩が腰痛で抹消　17日の日本ハム戦先発予定も…代役は二木”. Sponichi Annex. 2022년 6월 15일. 2022년 9월 3일에 확인함.
140. ↑  “復帰の石川、好投も黒星　プロ野球・ロッテ”. 지지 통신. 2022년 7월 13일. 2022년 9월 3일에 원본 문서에서 보존된 문서. 2022년 9월 3일에 확인함.
141. ↑  “荻野貴司、高部瑛斗の1・2番が躍動した千葉ロッテが3連勝！　石川歩は6勝目をマーク”. パ・リーグ.com. 2022년 7월 20일. 2022년 10월 3일에 확인함.
142. ↑  “【ロッテ】石川歩、５回４失点で７勝目お預け「長いイニングを投げられず申し訳ない」”. 스포츠 호치. 2022년 7월 29일. 2022년 10월 3일에 확인함.
143. ↑  “【ロッテ】石川歩７回２失点で試合つくる　西武打線に的絞らせず「良かった」今季７勝目はならず”. 닛칸 스포츠. 2022년 8월 5일. 2022년 10월 3일에 확인함.
144. ↑  “ロッテ4連敗…、石川は4回途中までパーフェクトも、ここから3連発被弾の悪夢”. Sponichi Annex. 2022년 9월 6일. 2022년 10월 3일에 확인함.
145. ↑  “ロッテ・石川歩７失点ＫＯ「申し訳ない…」　チームも清宮に２発献上”. 산케이 스포츠. 2022년 9월 13일. 2022년 10월 3일에 확인함.
146. ↑  “ロッテ石川が上半身コンディション不良で抹消…　これで朗希、ロメロに次いで主戦3人離脱”. Sponichi Annex. 2022년 9월 17일. 2022년 10월 3일에 확인함.
147. ↑  “2022年度 千葉ロッテマリーンズ 個人投手成績（パシフィック・リーグ）”. 일본 야구 기구. 2022년 10월 3일에 확인함.
148. 1 2  “【ロッテ１位】巨人と競合も…石川歩　試合作れる150キロ本格派右腕”. 스포츠 닛폰. 2013년 10월 24일. 2014년 3월 31일에 확인함.
149. ↑  1.02 - Essence of Baseball | DELTA Inc.
150. ↑  “ロッテ・石川　白星逃すも自己最速154キロマーク！女房役・田村に感謝「本当にいいリード」”. 《스포니치 Sponichi Annex》. 2020년 6월 19일. 2020년 6월 24일에 확인함.
151. ↑  “ロッテ１位・石川が入団合意　「1年目からローテに」”. MSN 산케이 뉴스. 2013년 11월 28일. 2013년 12월 10일에 원본 문서에서 보존된 문서. 2014년 3월 31일에 확인함.
152. ↑  “里崎氏、侍石川のシンカーは「海外相手に十分通用」”. 《닛칸 스포츠》. 2017년 2월 27일. 2017년 3월 7일에 확인함.
153. ↑  “石川歩インタビュー”. JCN 千葉ロッテ応援番組 ロッテレビmarinesfreaks. 2014년 4월 6일. 2014년 4월 10일에 확인함.
154. ↑  “ロッテ１位の石川が入団合意　「直球を見てほしい」”. 니혼케이자이 신문. 2013년 11월 28일. 2014년 3월 31일에 확인함.
155. ↑  “ロッテＤ１・石川、“大食い戦法”でプロ仕様８キロ増量!”. 산케이 스포츠. 2014년 1월 10일. 2014년 3월 31일에 확인함.
156. ↑  “千葉ロッテマリーンズ公式アカウント on Twitter”. 《Twitter》 (일본어). 2017년 2월 2일. 2018년 11월 21일에 확인함.
157. ↑  ロッテ新人石川４回０封　開幕ローテ当確 - 닛칸 스포츠, 2014년 3월 3일
158. ↑  ““マリンの五右衛門”石川　Ｇ斬って大見え切った「絶景かな」”. 《스포츠 닛폰》. 2014년 5월 25일. 2016년 10월 20일에 확인함.
159. ↑  ““ロッテ石川リアル2冠「絶景です!」音量も自己最高”. 《닛칸 스포츠》. 2016년 6월 8일. 2016년 10월 20일에 확인함.
160. ↑  ロッテ１位・石川「ヒゲの青さにも注目して」　日本選手権開幕 - 스포츠 닛폰, 2013년 10월 28일
161. ↑  ロッテまた新人！石川　プロ初勝利で吉原に続いた - 스포츠 닛폰, 2014년 4월 7일
162. ↑  “2014年度 日本プロスポーツ大賞 授賞者”. 《日本プロスポーツ大賞》. 공익재단법인 일본 프로 스포츠 협회. 2017년 12월 1일에 원본 문서에서 보존된 문서. 2017년 11월 25일에 확인함.
163. ↑  “2021年シーズン達成が予想される記録（投手記録）”. 《NPB》. 2021년 4월 27일에 확인함.
164. ↑  “ロッテ・石川が４年目では球団史上最高の１億３０００万円で更改！！　「貯金します」”. 《산케이 스포츠》. 2016년 12월 20일. 2019년 4월 4일에 확인함.